# Iemen del Nord
El Iemen del Nord fou un estat del sud-oest de la península Aràbiga existent entre 1918 i 1990, que es va unir amb la República Democràtica Popular del Iemen per formar l'estat actual del Iemen. Ocupava una extensió de 195.000 km² i el 1990 tenia 7.160.981 habitants. La capital era la ciutat de Sanaà, que després de la reunificació iemenita continua sent la capital de l'estat.
El Iemen del Nord (conegut així en oposició al Iemen del Sud, tot i que aquesta designació mai va formar part pròpiament del nom de l'estat nord-iemenita) es va formar originàriament el 1918 en obtenir la independència arran de la caiguda de l'Imperi Otomà i va adoptar el nom de Regne Mutawakilita del Iemen; el 1962, el Iemen del Nord va proclamar la república, i la seva denominació fou la de República Àrab del Iemen fins al 22 de maig del 1990, data de la unió amb el Iemen del Sud, amb el nom de República del Iemen.
Tot i designar aquest estat a hores d'ara desaparegut, la denominació Iemen del Nord es continua fent servir per referir-se a tota aquesta àrea de l'actual República del Iemen i, de manera anacrònica, també al territori anterior a la creació del Iemen del Sud el 1967, que ocupava aquesta mateixa àrea, és a dir, l'esmentat Regne Mutawakilita del Iemen.